# Al-Ram
Al-Ram (àrab: الرّام, ar-Rām), oficialment Ar Ram & Dahiyat al Bar, és una ciutat palestina de la governació de Jerusalem, a Cisjordània, situada 8,1 kilòmetres al nord de Jerusalem. Forma part de l'àrea urbana urbanitzada de Jerusalem, la zona industrial d'Atarot i Beit Hanina es troben cap a l'oest, i Neve Yaakov la limita al sud. Té una àrea edificada de 3.289 dúnams. Segons l'Oficina Central Palestina d'Estadístiques tenia 23.800 habitants el 2016. El cap del consell municipal d'ar-Ram village estima que hi viuen 58.000 persones, i que més de la meitat d'ells porten targetes d'identitat israelianes.

## Història
Al-Ram es creu que és el lloc de la ciutat bíblica de Ramah a Benjamí. En fonts croades Al-Ram era anomenada Aram, Haram, Rama, Ramatha, Ramitta, o Ramathes. Al-Ram era una de les 21 viles donades pel rei Jofré com a feu a la Basílica del Sant Sepulcre. Tota els habitants de la vila mencionades en fonts croades entre 1152 i 1160 tenien noms que impliquen que eren cristians. La vila fou mencionada pel 1161 quan s'hi va produir una disputa sobre límits de terres.

### Època otomana
En 1517 el llogaret va ser inclòs en l'imperi otomà amb la resta de la Palestina, i en el registre fiscal de 1596 va aparèixer com a Rama, situada a la nàhiya de Jabal Quds, al liwà d'al-Quds. La població era de 28 llars, totes elles musulmanes. Pagaven una taxa impositiva fixa del 33,3% sobre productes agrícoles, inclosos blat, ordi, oliveres i vinyes, a més d'ingressos ocasionals, cabres i ruscs; un total de 4700 akçe.
En 1838 Edward Robinson va trobar que el poble era molt pobre i petit, però les grans pedres i les columnes disperses indicaven que havia estat prèviament un lloc important. En 1870 l'explorador francès Victor Guérin va considerar que la vila tenia uns 200 habitants, mentre que una llista de viles otomanes del mateix any mostrava que Al-Ram tenia 32 cases i una població de 120 habitants, encara que la població només hi comptava els homes.
En 1883 el Survey of Western Palestine (SWP) del Fons per a l'Exploració de Palestina va descriure Er Ram com una «petita vila en una posició visible a la part alta d'un turó blanc, amb oliveres. Té un pou d'aigua al sud. […] Les cases són de pedra, en part construïdes amb material antic.» «A l'oest del poble hi ha un bon birkeh amb una volta apuntada; baixarem el turó un pilar-eix trencat en dos, probablement de l'església. Al turó hi ha cisternes. Pedres esbossades s'utilitzen a les parets del poble. A Khan er Ram, a la carretera principal, hi ha una pedrera amb blocs semiacabats i dues cisternes. El Khan sembla bastant modern i està en ruïnes. Hi ha àmplies pedreres en els vessants de la muntanya propera.»

### Mandat Britànic de Palestina
En el cens de Palestina de 1922, dut a terme per les autoritats del Mandat Britànic Ram tenia 208 musulmans. Es va incrementar en el cens de 1931 a 262, tots musulmans en 51 cases. Al-Ramva patir danys en el terratrèmol de 1927, quan caigueren les velles muralles.

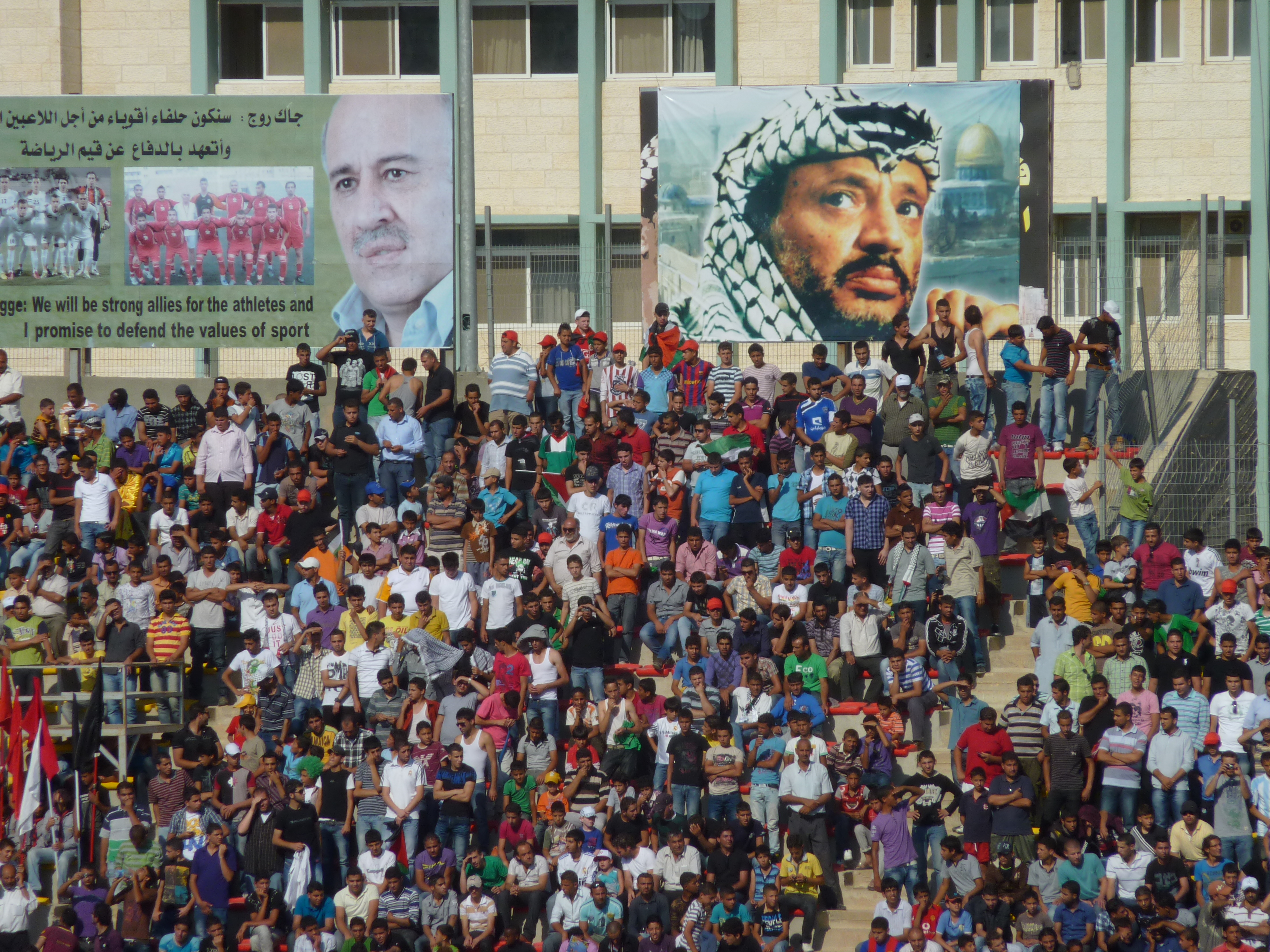
Estadi Faisal Al-Husseini, Al-Ram, 2011

En una enquesta en 1945, Er Ram tenia 350 musulmans, i una àrea total de terra de 5.598 dúnams. 441 dúnams eren per a plantacions i regadius, 2.291 per a cereals, mentre 14 dúnams eren sòl edificat.
Després de la Guerra araboisraeliana de 1948 i els acords d'armistici de 1949, Al-Ram va quedar sota un règim d'ocupació jordana. Des de la Guerra dels Sis Dies en 1967, Al-Ram ha romàs sota ocupació israeliana.
El 2006, la Cort Suprema d'Israel va rebutjar tres peticions que s'oposaven a la construcció d'una barrera de seguretat que separava a-Ram de Jerusalem. La ruta de la tanca planejada per envoltar el nord de Jerusalem ha estat revisada diverses vegades. L'últim pla demanava una ruta "minimalista" que surt del poble d'A-Ram a l'est de la tanca. Segons el pla actual, encara subjecte a revisió, la tanca s'aproximarà a A-Ram, prop de l'aeroport d'Atarot i Kalandia.

## Ciutats germanes
- Zemun, Sèrbia
- Bondy, França